# Ana Ivanović
Ana Ivanović (serbi: Ана Ивановић, pronunciat [ˈanå iˈvaːnɔviʨ], Belgrad, Iugoslàvia, 6 de novembre de 1987) és una jugadora de tennis professional sèrbia ja retirada. Guanyadora d'un Grand Slam després de vèncer en la final del Roland Garros a Dinara Safina l'any 2008 i número 1 del rànquing individual durant 12 setmanes.
Ivanovic disputà la seua primera final d'un Grand Slam en el Roland Garros l'any 2007, on va perdre front a la número 1 del rànquing femení Justine Henin, a més eixe mateix any arribà a semifinals en Wimbledon i en el WTA Tour Championships disputat en Madrid. A l'Open d'Austràlia 2008, Ivanovic arribà a la segona final d'un Grand Slam en la seva carrera, perdent-la front a Maria Xaràpova.
Just aconseguir el número 1 mundial va aclaparar l'atenció mundial i això també va afectar negativament el seu rendiment. Durant els següents ni tan sols va classificar-se pels quarts de final d'un Grand Slam, i no va ser fins al 2014 que va resorgir en el circuit. Aquest va guanyar quatre títols individuals i va tornar al Top 10 del rànquing. En finalitzar la temporada 2016 va anunciar la seva retirada amb 29 anys a causa de diversos problemes físics que li impedien competir en condicions òptimes. Aquest mateix any es va casar amb el futbolista alemany Bastian Schweinsteiger.

## Biografia
És filla de Dragana i Miroslav, advocada i empresari respectivament, i té un germà petit de nom Miloš. La seva mare la seguia en la majoria dels partits.
Paral·lelament a la carrera tennística, Ivanovic estudia finances a la universitat de Belgrad i castellà en el seu temps lliure. El 8 de setembre de 2007 fou nomenada Ambaixadors de Generositat d'UNICEF per Sèrbia junt a Aleksandar Đorđević, Jelena Janković i Emir Kusturica. Mostra especial atenció per l'educació i la protecció infantil.
A partir de 2010 es va establir a Basilea (Suïssa) perquè es trobava més còmoda per entrenar i relaxar-se. Al setembre de 2014 va iniciar una relació sentimental amb el futbolista alemany Bastian Schweinsteiger, que va culminar el 12 de juliol de 2016 quan es van casar a Venècia. El novembre de 2017 van anunciar que estava embarassada del seu primer fill.
Ivanovic apareix com a personatge en diversos videojocs com Smash Court Tennis 3 (2007), Virtua Tennis 2009 (2009), Grand Slam Tennis per la Wii (2009), Top Spin 4 (2011), Virtua Tennis 4 (2011) i Grand Slam Tennis 2 (2012) junt a altres estrelles masculines i femenins. Només en el primer apareix la seva imatge en la portada.
Al llarg de la seva carrera ha aparegut en diverses revistes internacionals com FHM, Vanity Fair, Cosmopolitan, Vanidades o Sports Illustrated.

## Torneigs de Grand Slam

### Individual: 3 (1−2)
| Resultat   | Núm. | Any  | Torneig          | Oponent        | Marcador |
| ---------- | ---- | ---- | ---------------- | -------------- | -------- |
| Finalista  | 1.   | 2007 | Roland Garros    | Justine Henin  | 1−6, 2−6 |
| Finalista  | 2.   | 2008 | Open d'Austràlia | Maria Xaràpova | 5−7, 3−6 |
| Guanyadora | 1.   | 2008 | Roland Garros    | Dinara Safina  | 6−4, 6−3 |

## Carrera esportiva

### Inicis
Ivanovic va decidir jugar a tennis veient un partit de Monica Seles en la televisió i es va apuntar a una acadèmia. Coincidint amb la Guerra dels Balcans, havia d'entrenar al matí per evitar els bombardeigs, i posteriorment també es va entrenar en una piscina abandonada, ja que no hi havia cap altra infraestructura.

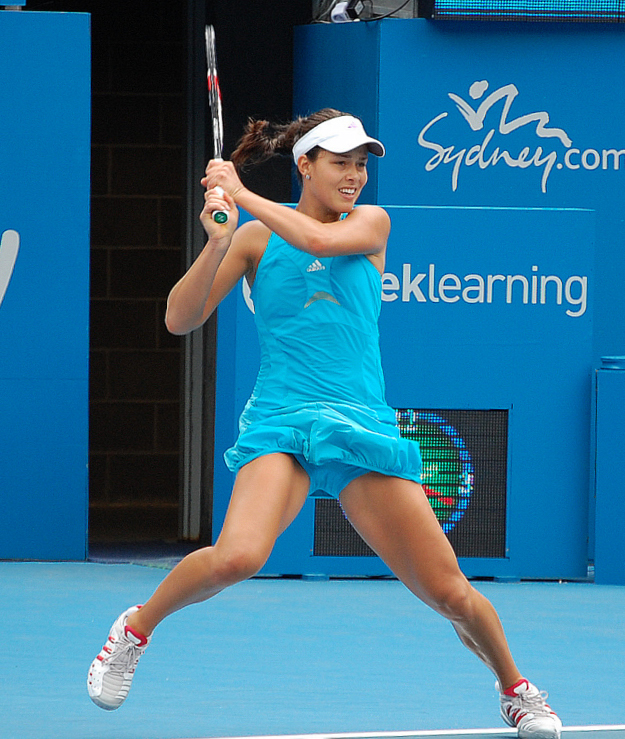
Ana Ivanovic jugant a Sydney (2008)

En categoria júnior, Ivanovic va disputar la final de Wimbledon l'any 2004 però caigué enfront Katerina Bondarenko. En el circuit ITF va encadenar 26 victòries consecutives, emportant-se els cinc títols que va disputar. Amb els punts aconseguits va poder disputar la fase de classificació per entrar al primer Grand Slam en categoria professional, concretament al US Open, però no pogué avançar fins al quadre principal. Poques setmanes després es va donar a conèixer quan en el torneig de Zuric va posar contra les cordes a Venus Williams amb dos tie-breaks. Només començar la temporada 2005 va guanyar el primer títol de la seva carrera a Canberra vencent a Melinda Czink en la final. En el primer Grand Slam que disputava, va arribar a tercera ronda a l'Open d'Austràlia derrotada per Amélie Mauresmo En els següents torneigs va vèncer a diverses tennistes del Top 10 i va seguir el seu ascens en el rànquing. En el Roland Garros va avançar fins a quarts de final fins a perdre front Nàdia Petrova. Va arribar a semifinals de Zuric i Linz però va caure davant Patty Schnyder en ambdós. Va acabar l'any en la setzena posició del rànquing individual.
La temporada 2006 va començar disputant la Copa Hopman amb el seu compatriota Novak Đoković però es quedaren a les portes de la final. A l'Open d'Austràlia només arribà a segona ronda en ser derrotada per Samantha Stosur. A Roland Garros avançà fins tercera ronda en caure contra Anastassia Mískina i a Wimbledon fins a la quarta ronda derrotada per Mauresmo, final campiona del torneig. A l'estiu aconseguí la primera gran victòria de la seva carrera derrotant a la número 1 del rànquing Martina Hingis en la final de Mont-real, el seu segon títol. Al US Open fou superada per Serena Williams a tercera ronda. Durant aquesta temporada va disputar nou torneigs de dobles amb Maria Kirilenko i Sania Mirza com a parelles, i amb la primera disputà dues semifinals i la seva única final a 's-Hertogenbosch. Acabà la temporada ascendint fins a la catorzena posició individual i 51a en dobles.

### Èxit (2007−2008)

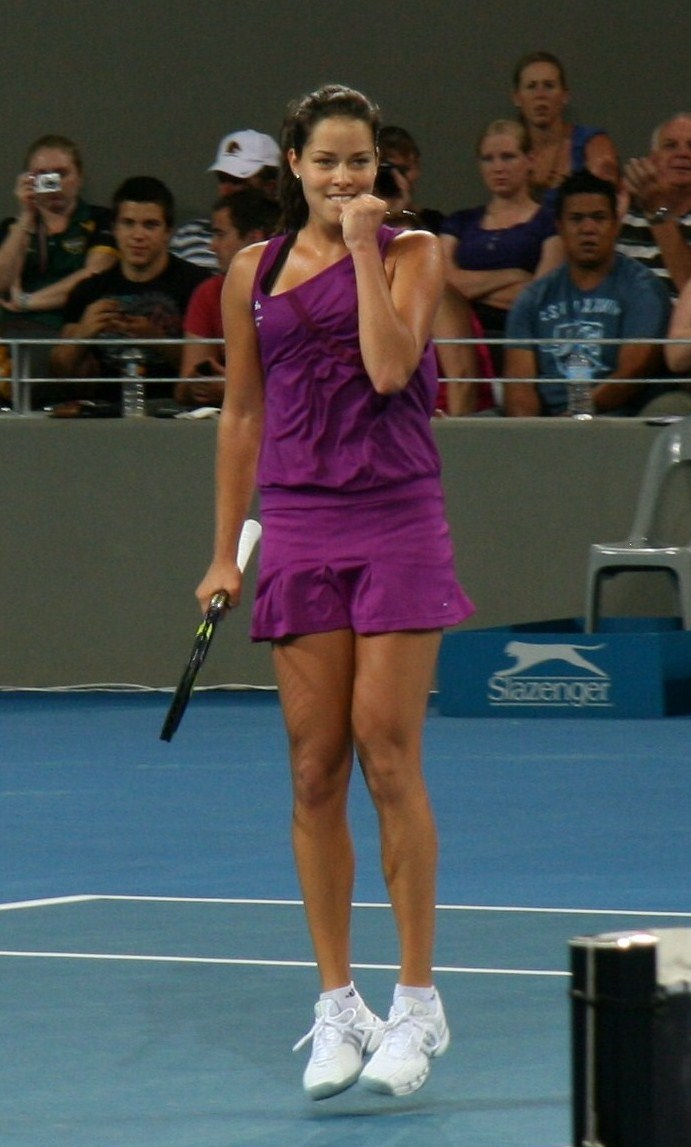
Ivanovic celebrant un punt a Brisbane (2009)

En el primer Grand Slam de l'any 2007, a l'Open d'Austràlia fou superada a tercera ronda per Vera Zvonariova. Immediatament després de la derrota va anunciar el trencament amb el seu entrenador David Taylor. A Tòquio fou finalista però va caure davant Hingis. A Indian Wells i Miami fou derrotada prematurament en quarta i segona ronda respectivament. De tornada a Europa va endur-se el primer títol sobre terra batuda a Berlín superant a Svetlana Kuznetsova. Malauradament es va lesionar al turmell i hagué de descansar unes setmanes, però amb els punts avonseguits va entrar el Top 10 per primera vegada. Recuperada i amb confiança, Ivanović es plantà a una final de Grand Slam a Roland Garros. La defensora del títol i número 1 del rànquing mundial, Justine Henin, es va endur el títol amb força facilitat. L'evolució continuà arribant a semifinals de Wimbledon però fou superada per Venus Williams. Va decidir tornar a descansar unes setmanes a causa d'uns dolors persistents al genoll. En el primer torneig disputat va guanyar el títol al torneig de Los Angeles contra Petrova, i va escalar fins a la quarta posició del rànquing. Al US Open va guanyar els tres primers partits fàcilment però tornar a topar amb Venus Williams. Posteriorment va guanyar el tercer títol de l'any a Luxemburg davant Daniela Hantuchová. Classificada per disputar la Copa Masters a Madrid, va guanyar els dos primers partits contra Kuznetsova i Hantuchová i va perdre el tercer davant Maria Xaràpova quan ja estava classificada. A semifinals fou derrotada per Henin, i acabà la temporada com a número 4 del rànquing individual.
Els seus resultats van seguir millorant durant la temporada 2008. A l'Open d'Austràlia va disputar la seva segona final de Grand Slam derrotant a Venus Williams per primera vegada en el camí a la final. Allà s'enfrontà a Xaràpova però fou superada novament. Tanmateix, aquesta actuació li va permetre escalar fins al podi del rànquing. Posteriorment va ajudar l'equip serbi de Fed Cup a ascendir al Grup II Mundial junt a la seva compatriota Jelena Janković. Guanyà el primer títol de l'any a Indian Wells superant a Kuznetsova però caigué en tercera ronda a Miami. A Berlín no aconseguí reeditar el títol, ja que va perdre contra Ielena Deméntieva a semifinals, a qui encara no havia pogut superar després de quatre enfrontaments. Va començar a disputar el Roland Garros com a segona cap de sèrie i va repetir final després de superar a Jankovic en semifinals. Aquesta victòria li assegurava el número 1 del rànquing mundial independentment del resultat de la final, però igualment es va endur l'únic títol de Grand Slam del seu palmarés en derrotar a Dinara Safina. Les bones expectatives van desaparèixer quan fou sorpresa per Zheng Jie en tercera ronda de Wimbledon. Degut a una irritació als dits no pogué disputar diversos torneigs a l'estiu, i Janković li va arravassar el número 1 del rànquing. Malauradament, a causa d'aquesta lesió es va perdre els Jocs Olímpics de Pequín, que la mateixa Ivanović va descriure com un dels pitjors moments de la seva carrera. L'agost va recuperar el número 1 i malgrat ser la principal cap de sèrie, al US Open va perdre en segona ronda contra Julie Coin i Serena Williams li va substituir al capdamunt del rànquing. Des de 1973 que la principal cap de sèrie del US Open no era eliminada tan prematurament. Va acusar la falta de competició i els resultats no foren gaire positius fins que no es va acostar el final de temporada. Va arribar a semifinals de Zuric, vençuda per Venus Williams, i es va endur el tercer títol de l'any a Linz vencent a Zvonariova en la final. En el WTA Tour Championships celebrat a Doha, Ivanović va tenir un rendiment molt decebedor perdent els dos primers partits contra Janković i Zvonariova, i es va retirar abans de disputar el tercer contra Kuznetsova citant una infecció vírica.

### Permanència al Top 20 (2009−2013)
A l'Open d'Austràlia del 2009 fou sorpresa en tercera ronda per Alissa Kleibànova. A la primavera va començar a treballar amb Craig Kardon com a entrenador després d'posar fi a Sven Groeneveld. A Indian Wells, on era defensora del títol, aconseguí arribar a la final però Zvonariova la va derrotar. En la Fed Cup, participant amb l'equip serbi, derrotà el Japó i Espanya per ascendir al Grup Mundial. En el Roland Garros va perdre en quarta ronda contra Viktória Azàrenka, i amb els punts que no va poder defensar va caure fora del Top 10. Aquests resultats van provocar el cessament de Craig Kardon i també va anunciar que participaria en l'Adidas Player Development Program, on seria entrenada per Sven Groeneveld, Darren Cahill, Mats Merkel i Gil Reyes. A Wimbledon va arribar fins a quarta ronda quan es va retirar contra Venus Williams. Al US Open fou sorpresa en primera ronda per K. Bondarenko, la primera vegada que era derrotada en primera ronda d'un Grand Slam. En els següents torneigs va patir diversos problemes de salud i va preferir descansar tot el que quedava d'any. Va acabar la temporada amb una marca de 24 victòries i 14 derrotes, la pitjor des que era professional, no va guanyar cap títol i només disputà una final i una semifinal, acabant en la 21 posició del rànquing individual.

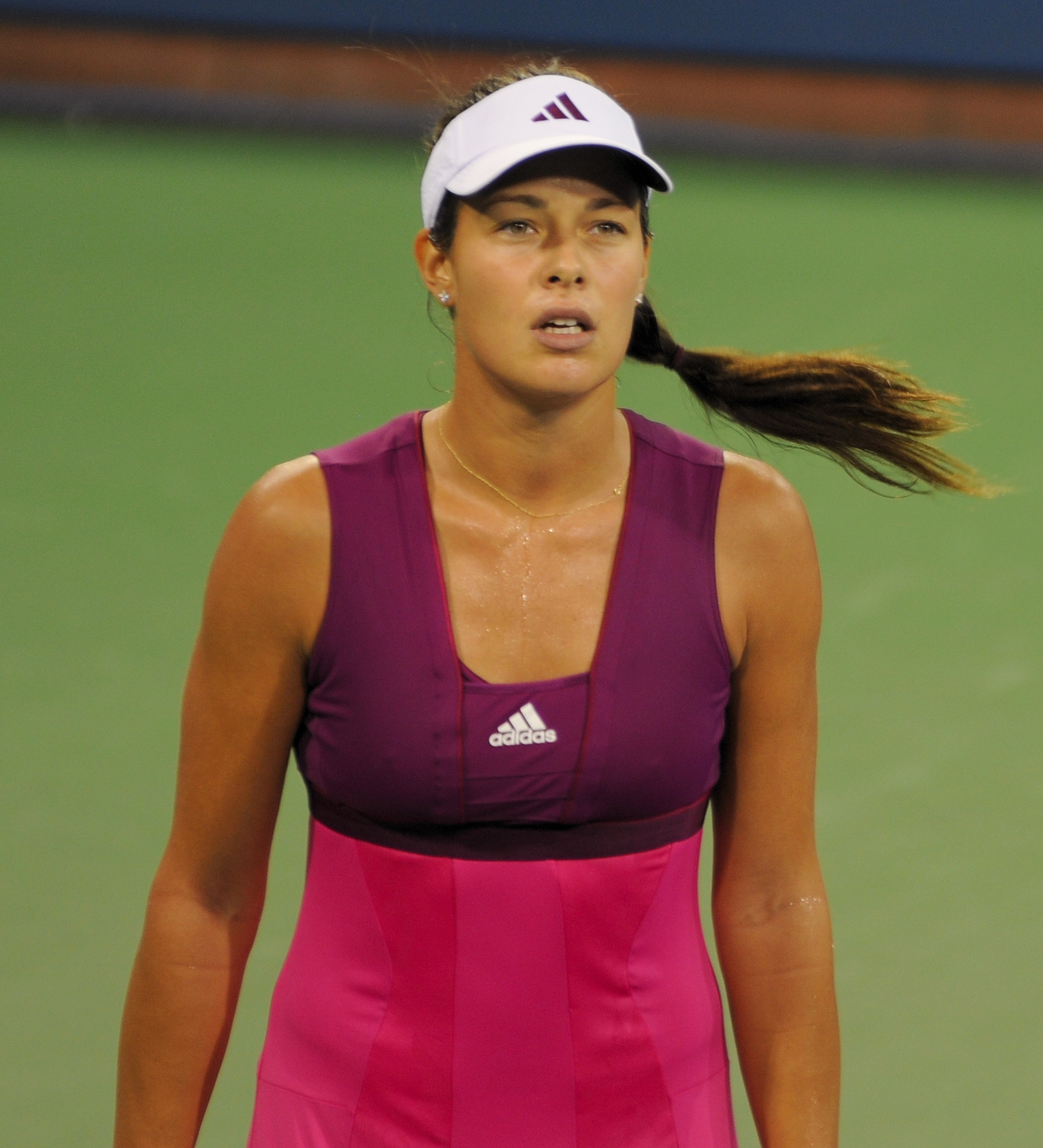
Ivanović en el US Open (2010)

L'inici de la temporada 2010 fou prometedora amb la disputa de la semifinal a Brisbane, però a l'Open d'Austràlia va perdre prematurament a segona ronda contra Gisela Dulko. En la Fed Cup van perdre en primera ronda contra Rússia. Posteriorment va anunciar que treballaria amb Heinz Gunthardt, antic entrenador de Steffi Graf. Malgrat la millora en el seu joc, va perdre en la primera ronda de Indian Wells encadenant quatre derrotes consecutives per primera vegada en la seva carrera i desapareixent del Top 50 del rànquing. A Roma ja no fou cap de sèrie però en canvi, disputà el millor torneig des de feia dos anys guanyant a diverses tennistes del Top 10 fins a perdre a semifinals amb María José Martínez Sánchez i campiona final. A Roland Garros no va passar de segona ronda en caure contra Kleibànova, i pitjor va ser a Wimbledon, on Shahar Pe'er la va derrotar en primera ronda. A Cincinnati va resurgir fins a retirar-se a semifinals a causa d'una lesió i al US Open va avançar fins a la quarta ronda, on va enfrontar-se a Kim Clijsters, que posteriorment en seria la campiona. Finalment aconseguí el primer títol de l'any a Linz superant clarament a Schnyder en la final. Amb els punts aconseguits en el tram final d'any, va tornar a estar entre els 30 millors tennistes individuals i es classificà per disputar el Commonwealth Bank Tournament of Champions celebrat a Bali. Malgrat anunciar que ja no estava sota les ordres de Heinz Gunthardt, es plantà a la final del torneig i s'imposà a Kleibànova aconseguint el desè títol de la seva carrera i escalant fins a la dissetena posició del rànquing.
A principis de 2011 va disputar la Copa Hopman junt al seu compatriota Novak Đoković. Es van classificar per disputar la final però en el darrer enfrontament, Ivanovic es va lesionar i renunciaren a disputar la final. Es va recuperar per jugar l'Open d'Austràlia però fou sorpresa en primera ronda per Iekaterina Makàrova. A Indian Wells i Miami va arribar a quarts de final i quarta ronda respectivament. Es va unir a l'equip serbi de la Fed Cup i van superar l'equip eslovac, però Ivanovic es va a ressentir de la lesió d'inici de temporada novament. A Madrid no va superar la primera ronda, a Roma de segona i al Roland Garros en el primer partit, davant Johanna Larsson. Va tenir un petit resurgiment a Birmingham, on va avançar fins a les semifinals, on fou derrotada per Hantuchová. A Wimbledon només va arribar fins tercera ronda en ser superada per Petra Cetkovská. Just després de finalitzar el Grand Slam, va contractar Nigel Sears com a entrenador, cap de la secció femenina de la Lawn Tennis Association. Va tenir una bona actuació a Carlsbad arribant a semifinals fins a perdre contra Vera Zvonariova. Al US Open va avançar fins quarta ronda, on fou derrotada per Serena Williams, que fou la campiona. Per primera vegada va participar en el quadre de dobles mixtos d'un Grand Slam, i ho va fer amb el seu compatriota Nenad Zimonjić, però no superaren la primera ronda. Fou invitada a participar en el torneig Commonwealth Bank Tournament of Champions, malgrat no complir amb el requisit de guanyar algun torneig durant la temporada però del qual era defensora del títol. Va guanyar a Roberta Vinci i Nàdia Petrova, i en la final a Anabel Medina Garrigues per endur-se l'únic èxit de la temporada i reeditar un títol per primera vegada en la seva carrera.

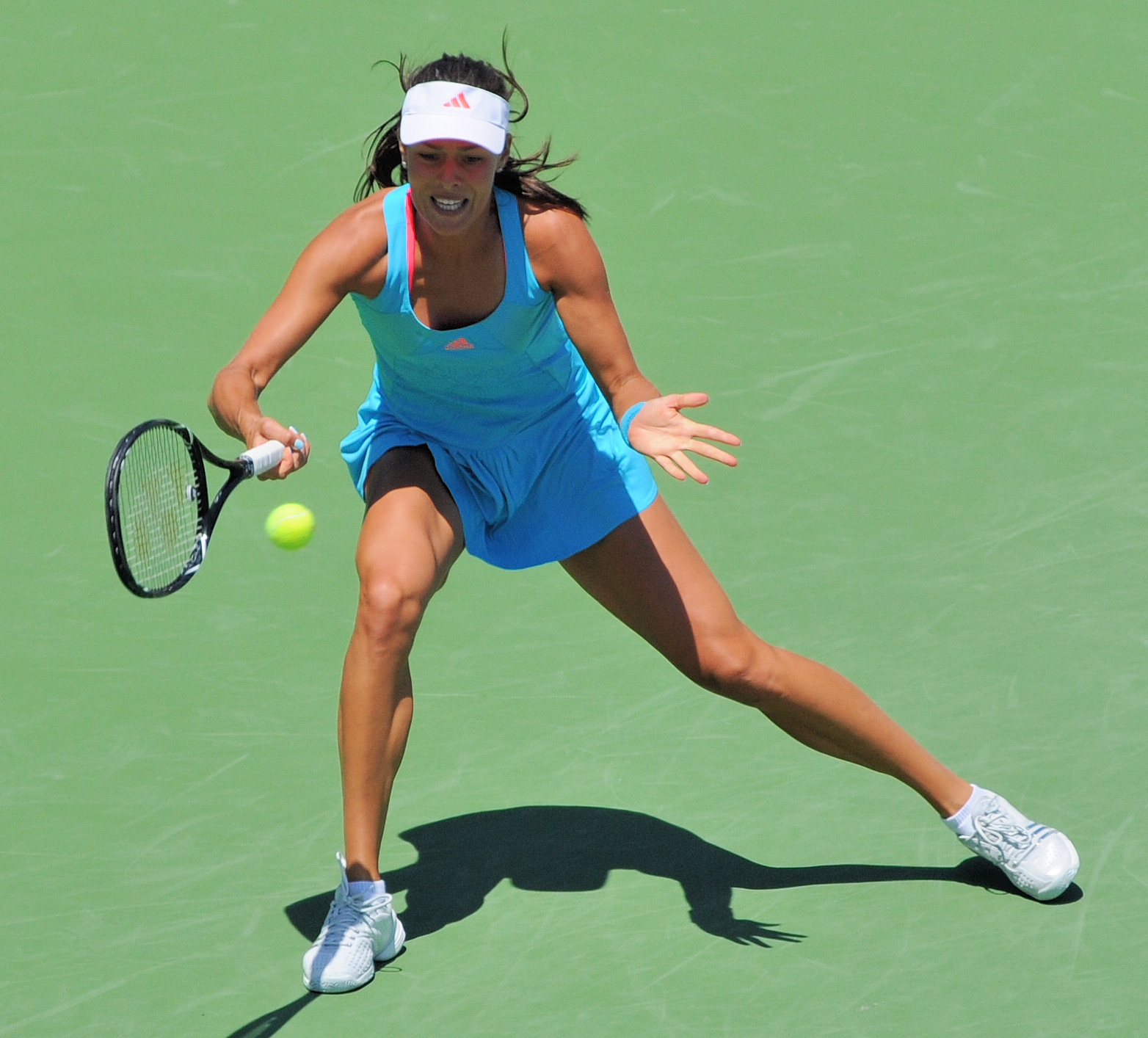
Ivanović a San Diego (2011).

La campanya de 2012 va començar a Brisbane sent derrotada en segona ronda per Clijsters. A Sydney la va sorprendre Lucie Šafářová en el primer partit, mentre que en l'Open d'Austràlia va arribar a quarta ronda fins que la va vèncer Petra Kvitová, fet que li va permetre retornar al Top 20. A continuació va disputar el torneig de Doha caient en segona ronda davant Cetkovská, i llavors a Dubai per Caroline Wozniacki per tercera. A Indian Wells va aconseguir un magnífic resultat arribant a semifinals, però es va haver de retirar a causa d'una lesió mentre jugava contra Xaràpova. A Miami va perdre enfront Venus Williams en quarta ronda. Va escalar fins al Top 15 del rànquing individual i va esdevenir la millor sèrbia classificada en el rànquing des de 2008. A continuació va disputar la Copa Federació contra Rússia, amb una victòria i una derrota, però l'equip serbi va classificar-se per la final per primera vegada en la seva curta història. Sobre terra batuda va disputar els torneigs de Stuttgart, Madrid i Roma, amb derrotes davant Mona Barthel, Azàrenka i Xaràpova respectivament. En el Roland Garros va arribar a tercera ronda sent superada per Sara Errani, que fou finalista. A Wimbledon va arribar a quarta ronda fins a caure durament davant Azàrenka. A continuació va fer el seu debut olímpic dins els Jocs Olímpics de Londres en les mateixes instal·lacions de Wimbledon, disputant les proves individual i de dobles mixtos junt a Nenad Zimonjić. Individualment va arribar a tercera ronda derrotada per Clijsters, mentre que en dobles mixtos van perdre en el primer partit davant la parella índia Sania Mirza o Leander Paes. A Toronto va cedir davant Vinci i en el US Open va arribar a quarts de final fins a perdre contra Serena Williams. En els darrers mesos de l'any fou eliminada en segona ronda de Tòquio, en tercera de Pequín, quarts de final de Linz i semifinals de Moscou davant Urszula Radwańska, Romina Oprandi, Kirsten Flipkens i Samantha Stosur respectivament. Els darrers partits de l'any els va disputar en la final de la Copa Federació davant la República Txeca, va perdre davant Šafářová i va guanyar a Kvitová. Malauradament no van poder imposar-se en la final, i Ivanović va acabar en la tretzena posició del rànquing, el seu millor resultat des de 2008.
Va començar la temporada 2013 disputant la Copa Hopman junt a Novak Djokovic, on va guanyar els tres partits individuals que van ajudar a classificar-se per disputar la final. Contra l'equip espanyol va perdre el partit individual i el partit de dobles mixtos. En l'Open d'Austràlia va avançar fins quarta ronda, ja que fou superada per Agnieszka Radwańska. A continuació va disputar el torneig de Pattaya però va ser derrotada per Ayumi Morita malgrat ser la principal favorita. Va renunciar a la Copa Federació per problemes a l'espatlla i va retornar al circuit per Doha, on novament la va vèncer Radwańska. A Dubai va perdre en segona ronda en mans de Kvitová. Seguidament va disputar els torneigs de Indian Wells i Miami amb derrotes en tercera i quarta ronda davant Mona Barthel i Sara Errani respectivament. A Monterrey no va tenir millor sort, ja que va cedir en segona ronda davant Tímea Babos. Amb els torneigs sobre terra batuda van millorar considerablement els resultats, ja que va arribar a quarts de final de Stuttgart i a les semifinals de Madrid, superada per Xaràpova en ambdós torneigs. Tanmateix no va tenir continuïtat i va perdre en el primer partit de Roma i en quarta ronda de Roland Garros contra les germanes Radwańska, Urszula i Agnieszka respectivament. A Wimbledon no va tenir millor sort i va perdre en segona ronda davant Eugenie Bouchard. Degut als mals resultats va decidir canviar d'entrenador i substituir Nigel Sears per Nemanja Kontic. Semblava que començava a millor el seu rendiment a Carlsbad, sent semifinalista fins a enfrontar-se a Azàrenka, però això no va tenir continuïtat, ja que fou eliminada en tercera ronda de Toronto i en primera de Cincinnati, per Li Na i Alizé Cornet respectivament. Al US Open va aconseguir arribar a quarta ronda però novament va coincidir amb Azàrenka que la va vèncer. Posteriorment va disputar el torneig de Tòquio, on va ser derrotada per Angelique Kerber en tercera ronda. A Pequín va cedir enfront Polona Hercog en segona ronda. El millor resultat de l'any l'aconseguí a Linz, on va arribar a la final sense cedir cap set, però fou superada novament per Kerber. A continuació va disputar el torneig de Moscou però va caure davant Stosur a quarts de final. Acabà la temporada al Tournament of Champions, al qual fou convidada, ja que no havia guanyat cap torneig en tot l'any. En la fase inicial va superar a Stosur i Tsvetana Pironkova, cedint davant Ielena Vesninà, just per classificar-se per les semifinals, però allà fou derrotada per Simona Halep. Malgrat no aconseguir cap títol, va acabar la l'any en la posició 16 del rànquing individual després de 40 victòries per 23 derrotes.

### Ressorgiment (2014−2015)

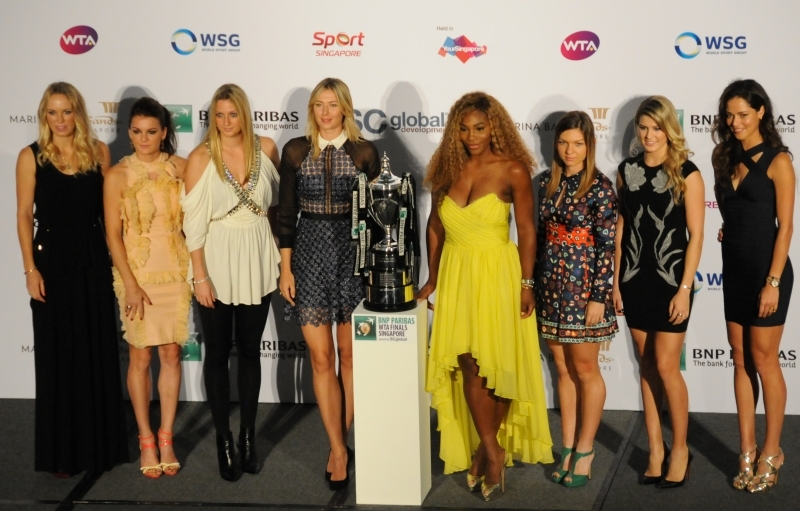
Presentació de les WTA Finals 2014 amb Ivanović (dreta).

En aquesta ocasió va començar amb molt bon peu la temporada 2014, concretament a Auckland derrotant a Venus Williams en la final, el primer títol des de 2011. A l'Open d'Austràlia va derrotar en quarta ronda a la número 1 del rànquing, Serena Williams, però va perdre davant Eugenie Bouchard en quarts de final. A continuació va disputar el torneig de Dubai però Venus Williams es va revenjar en segona ronda, i a Miami la va eliminar Kvitová en quarta ronda. El segon èxit de la temporada el va aconseguir a Monterrey, on va derrotar la seva compatriota Jovana Jakšić, la primera final del circuit WTA disputada per dues tennistes sèrbies. A continuació va disputar la Copa Federació contra l'equip romanès, en el qual va guanyar un dels dos partits individuals que va disputar, però van perdre l'eliminatòria. Sobre terra batuda va disputar també la final de Stuttgart, la primera vegada que disputava dues finals consecutives en la seva carrera, però la va vèncer M. Xaràpova. Pel camí va aconseguir la victòria número 400 de la seva trajectòria. A Madrid va arribar fins quarts de final, superada per Halep. A Roma es va venjar de Xaràpova en tercera ronda, única derrota que va patir sobre terra batuda aquesta temporada i que no perdia a Roma des del 2011. Malauradament va cedir davant Serena Williams en semifinals. Al Roland Garros va caure en tercera ronda en mans de Šafářová. Ràpidament s'adaptà a la gespa i la setmana següent s'imposà en el torneig de Birmingham a Barbora Záhlavová-Strýcová sent la primera cap de sèrie. A Wimbledon avançà fins tercera ronda, però allà la va vèncer Sabine Lisicki en un partit disputat en tres dies diferents degut a diverses suspensions per la pluja. Després d'aquest torneig va substituir el seu entrenador Nemanja Kontic per Dejan Petrović. A l'estiu retornà a Stanford venjant-se de Lisicki, però perdent davant Serena Williams en quarts de final. Tanmateix, això fou suficient per retornar al Top 10 del rànquing, primera vegada des del 2009. A Toronto no va passar de segona ronda enfront CoCo Vandeweghe, però en canvi, a Cincinnati va classificar-se per la final sent derrotada per Serena novament. Al US Open fou sorpresa per Karolína Plíšková ja en segona ronda. A Tòquio també va classificar-se per la final, però en aquesta ocasió si que es va poder imposar a Wozniacki, aconseguint la victòria 52 i quart títol de l'any, els millors registres anuals de la seva trajectòria. A Wuhan va preferir retirar-se en el primer partit per no disposar prou temps per descansar. A Pequín va avançar fins a les semifinals, derrotada per Xaràpova, però suficient per classificar-se pel WTA Finals. En la primera fase va perdre davant Serena Williams però llavors va imposar-se a Bouchard i Halep. Malgrat aconseguir dues victòries, va quedar eliminada en el triple empat pel nombre de sets guanyats. Acabà la temporada en el cinquè lloc del rànquing individual.
Ivanović va començar la temporada 2015 amb molt bon estat de forma, ja que fou finalista a Brisbane, però fou derrotada per Xaràpova. Va entrar a l'Open d'Austràlia com a cinquena cap de sèrie però va caure tot just en primera ronda davant Lucie Hradecká, indicant que tenia problemes en el peu que li impedien jugar amb normalitat. El següent torneig fou a Dubai, on va cedir davant Plíšková en segona ronda. A Monterrey va arribar a semifinals superada per Caroline Garcia, no podent defensar el títol. A Indian Wells, on Garcia la tornà a superar tan individualment com en dobles en les primeres rondes. A Miami no van millorar els resultats, ja que va caure en tercera ronda enfront Lisicki. Sobre terra batuda va començar a Stuttgart, però novament va coincidir amb Garcia que la derrotà per tercera vegada en poques setmanes. En poques setmanes va decidir prescindir de Dejan Petrovic com a entrenador sense anunciar el seu recanvi. A Madrid només va arribar a tercera ronda cedint davant Carla Suárez Navarro, i a Roma tot just en segona ronda davant Daria Gavrilova. Al Roland Garros va anar avançant de ronda amb molta solidesa fins a arribar a les semifinals, la primera en un Grand Slam des de 2008, any en el qual va guanyar el títol, però fou derrotada per Šafářová. Va començar la campanya sobre gespa a Birmingham, on defensava títol, però va caure tot just en segona ronda enfront Michelle Larcher de Brito. Llavors ja va disputar el torneig de Wimbledon, però també va caure en segona ronda davant Bethanie Mattek-Sands. Acabat el torneig, va tornar a treballar amb el seu antic entrenador Nigel Sears, i va tornar al circuit a Toronto, on va cedir davant Belinda Bencic en quarts de final. A Cincinnati també va cedir en quarts davant Serena Williams. Va patir una nova decepció al US Open després de ser derrotada per Dominika Cibulková en primera ronda. Va tornar a ser superada per Cibulková en quarts de final de Tòquio, on tampoc va aconseguir defensar el títol. A Wuhan va arribar a tercera ronda cedint davant Garbiñe Muguruza, i a Pequín va aconseguir classificar-se per les semifinals però va caure enfront Timea Bacsinszky. Va disputar el torneig de Luxemburg cedint en segona ronda davant Alison Van Uytvanck, però malgrat classificar-se pel WTA Elite Trophy, va decidir renunciar al torneig, acabant l'any en la setzena posició del rànquing.

### Retirada (2016)

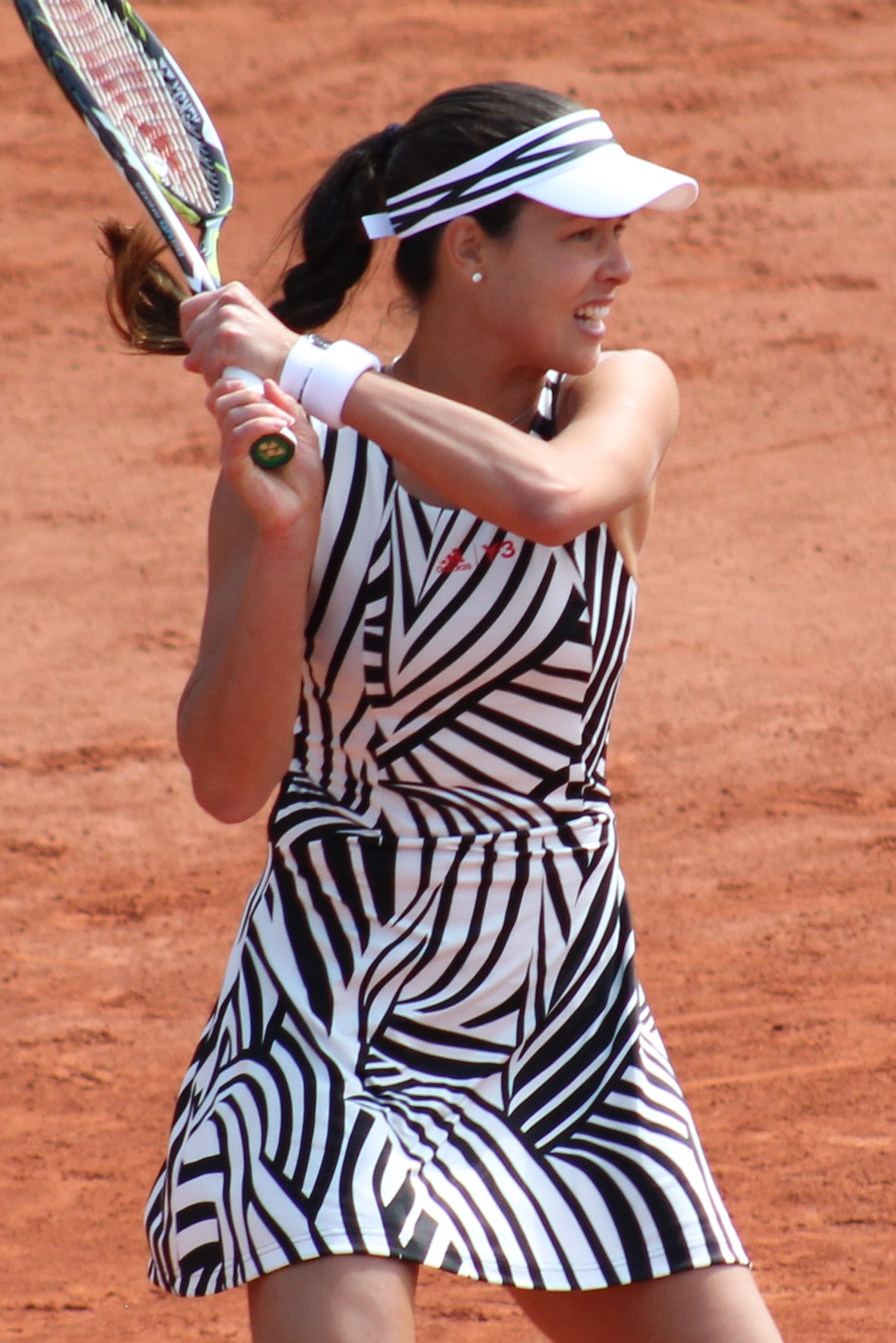
Ivanović al Roland Garros (2016).

La temporada 2016 va començar per Ivanović a Auckland amb derrota en primera ronda davant Naomi Broady. Per tal d'aconseguir rodatge va participar també en el torneig de Sydney amb una nova derrota en primera ronda enfront Plíšková. A l'Open d'Austràlia va avançar només fins tercera ronda, cedint davant Madison Keys. A continuació va disputar el torneig de Sant Petersburg aconseguint arribar fins a semifinals, vençuda per Roberta Vinci. En els següents torneigs de Dubai, Indian Wells i Miami caient en tercera ronda enfront Strýcová, Plíšková i Bacsinszky respectivament. Va començar els torneigs sobre terra batuda a Stuttgart cedint enfront Plíšková en tercera ronda, mentre que a Madrid i Roma va caure en segona davant Louisa Chirico i Christina McHale. En el Roland Garros no va superar la tercera ronda cedint enfront Elina Svitolina. A continuació va disputar l'edició inaugural del torneig de Mallorca arribant a quarts de final en ser vençuda per Garcia, i després Wimbledon, on va ser derrotada per Ekaterina Alexandrova. A l'estiu va participar en els Jocs Olímpics de Rio de Janeiro, però també va caure en primera ronda enfront Carla Suárez Navarro. Va descansar fins al US Open, però novament va ser superada en primera ronda, ara per Denisa Allertova. Després dels mals resultats, només havia aconseguit 15 victòries, va decidir descansar la resta de la temporada per recuperar-se d'una lesió. Just finalitzar l'any va anunciar la seva retirada definitiva al·legant que els problemes físics que patia constantment li impedien rendir correctament.

### Equipament
Ivanović va començar la seva carrera professional vestint l'equipament esportiu de Nike i utilitzant raquetes Wilson. El 2006 va canviar a la marca de roba rival, Adidas i va signar un contracte per tota la seva carrera. A més, quan es retiri professionalment esdevindrà ambaixadora d'Adidas. L'any 2008 va canviar de marca de raquetes per Yonex.

## Palmarès: 15 (15−0−0)

### Individual: 23 (15−8)
| Abans de 2009                                        | Després de 2009         |
| ---------------------------------------------------- | ----------------------- |
| Grand Slam (1−2)                                     |                         |
| WTA Tour Championships (0−0)                         |                         |
| WTA Tournament of Champions / WTA Elite Trophy (2−0) |                         |
| Tier I (3−1)                                         | Premier Mandatory (0−0) |
| Tier II (3−0)                                        | Premier 5 (0−0)         |
| Tier III (0−0)                                       | Premier (2−4)           |
| Tier IV i V (1−0)                                    | International (3−1)     |

| Títols per superfície |
| --------------------- |
| Dura (12−5)           |
| Gespa (1−0)           |
| Terra batuda (2−2)    |
| Moqueta (0−1)         |

| Resultat   | Núm. | Data                   | Torneig                                  | Superfície       | Oponent en la final        | Marcador         |
| ---------- | ---- | ---------------------- | ---------------------------------------- | ---------------- | -------------------------- | ---------------- |
| Guanyadora | 1.   | 15 de gener de 2005    | Canberra, Austràlia                      | Dura             | Melinda Czink              | 7−5, 6−1         |
| Guanyadora | 2.   | 21 d'agost de 2006     | Mont-real, Canadà                        | Dura             | Martina Hingis             | 6−2, 6−3         |
| Finalista  | 1.   | 4 de febrer de 2007    | Tòquio, Japó                             | Moqueta          | Martina Hingis             | 4−6, 2−6         |
| Guanyadora | 3.   | 13 de maig de 2007     | Berlín, Alemanya                         | Terra batuda     | Svetlana Kuznetsova        | 3−6, 6−4, 7−6(4) |
| Finalista  | 2.   | 9 de juny de 2007      | Roland Garros, França                    | Terra batuda     | Justine Henin              | 1−6, 2−6         |
| Guanyadora | 4.   | 12 d'agost de 2007     | Los Angeles, Estats Units                | Dura             | Nàdia Petrova              | 7−5, 6−4         |
| Guanyadora | 5.   | 30 de setembre de 2007 | Ciutat de Luxemburg, Luxemburg           | Dura (i)         | Daniela Hantuchová         | 3−6, 6−4, 6−4    |
| Finalista  | 3.   | 26 de gener de 2008    | Open d'Austràlia, Austràlia              | Dura             | Maria Xaràpova             | 5−7, 3−6         |
| Guanyadora | 6.   | 23 de març de 2008     | Indian Wells, Estats Units               | Dura             | Svetlana Kuznetsova        | 6−4, 6−3         |
| Guanyadora | 7.   | 7 de juny de 2008      | Roland Garros                            | Terra batuda     | Dinara Safina              | 6−4, 6−3         |
| Guanyadora | 8.   | 26 d'octubre de 2008   | Linz, Àustria                            | Dura (i)         | Vera Zvonariova            | 6−2, 6−1         |
| Finalista  | 4.   | 22 de març de 2009     | Indian Wells                             | Dura             | Vera Zvonariova            | 6−7(5), 2−6      |
| Guanyadora | 9.   | 17 d'octubre de 2010   | Linz (2)                                 | Dura (i)         | Patty Schnyder             | 6−1, 6−2         |
| Guanyadora | 10.  | 7 de novembre de 2010  | Tournament of Champions, Bali, Indonèsia | Dura (i)         | Alissa Kleibànova          | 6−2, 7−6(5)      |
| Guanyadora | 11.  | 6 de novembre de 2011  | Tournament of Champions, Bali (2)        | Dura (i)         | Anabel Medina Garrigues    | 6−3, 6−0         |
| Finalista  | 5.   | 13 d'abril de 2013     | Linz                                     | Dura (i)         | Angelique Kerber           | 4−6, 6−7(6)      |
| Guanyadora | 12.  | 4 de gener de 2014     | Auckland, Nova Zelanda                   | Dura             | Venus Williams             | 6−2, 5−7, 6−4    |
| Guanyadora | 13.  | 6 d'abril de 2014      | Monterrey, Mèxic                         | Dura             | Jovana Jakšić              | 6−2, 6−1         |
| Finalista  | 6.   | 27 d'abril de 2014     | Stuttgart, Alemanya                      | Terra batuda (i) | Maria Xaràpova             | 3−6, 6−4, 6−1    |
| Guanyadora | 14.  | 15 de juny de 2014     | Birmingham, Regne Unit                   | Gespa            | Barbora Záhlavová-Strýcová | 6−3, 6−2         |
| Finalista  | 7.   | 17 d'agost de 2014     | Cincinnati, Estats Units                 | Dura             | Serena Williams            | 4−6, 1−6         |
| Guanyadora | 15.  | 21 de setembre de 2014 | Tòquio                                   | Dura             | Caroline Wozniacki         | 6−2, 7−6(2)      |
| Finalista  | 8.   | 10 de gener de 2015    | Brisbane, Austràlia                      | Dura             | Maria Xaràpova             | 7−6(4), 3−6, 3−6 |

#### Períodes com a número 1
| Núm. | Precedida per   | Dates                   | Succeïda per    | Setmanes | Acumulat |
| ---- | --------------- | ----------------------- | --------------- | -------- | -------- |
| 1.   | Maria Xaràpova  | 09/06/2008 − 10/08/2008 | Jelena Janković | 9        | 9        |
| 2.   | Jelena Janković | 18/08/2008 − 07/09/2008 | Serena Williams | 3        | 12       |

### Dobles: 1 (0−1)
| Abans de 2009                | Després de 2009         |
| ---------------------------- | ----------------------- |
| Grand Slam (0−0)             |                         |
| WTA Tour Championships (0−0) |                         |
| Tier I (0−0)                 | Premier Mandatory (0−0) |
| Tier II (0−0)                | Premier 5 (0−0)         |
| Tier III (0−1)               | Premier (0−0)           |
| Tier IV i V (0−0)            | International (0−0)     |

| Títols per superfície |
| --------------------- |
| Dura (0−0)            |
| Gespa (0−1)           |
| Terra batuda (0−0)    |

| Resultat  | Núm. | Data               | Torneig                         | Superfície | Parella         | Oponents en la final | Marcador      |
| --------- | ---- | ------------------ | ------------------------------- | ---------- | --------------- | -------------------- | ------------- |
| Finalista | 1.   | 19 de juny de 2006 | 's-Hertogenbosch, Països Baixos | Gespa      | Maria Kirilenko | Yan Zi Zheng Jie     | 6−3, 2−6, 2−6 |

### Equips: 2 (0−2)
| Resultat  | Núm. | Data                    | Torneig                                | Superfície | Equip                                               | Oponents                                                      | Marcador |
| --------- | ---- | ----------------------- | -------------------------------------- | ---------- | --------------------------------------------------- | ------------------------------------------------------------- | -------- |
| Finalista | 1.   | 3−4 de novembre de 2012 | Copa Federació, Praga, República Txeca | Dura (i)   | Jelena Janković Bojana Jovanovski Aleksandra Krunić | Andrea Hlaváčková Lucie Hradecká Petra Kvitová Lucie Šafářová | 1−3      |
| Finalista | 2.   | 3−4 de novembre de 2013 | Copa Hopman, Perth, Austràlia          | Dura       | Novak Đoković                                       | Anabel Medina Garrigues Fernando Verdasco                     | 1−2      |

## Trajectòria

### Individual
| Open d'Austràlia | A           | 3R          | 2R          | 3R          | F           | 3R          | 2R          | 1R          | 4R    | 4R          | QF          | 1R          | 3R    | 0 / 12    | 26 – 12   |
| Roland Garros | A           | QF          | 3R          | F           | G           | 4R          | 2R          | 1R          | 3R    | 4R          | 3R          | SF          | 3R    | 1 / 12    | 37 – 11   |
| Wimbledon | A           | 3R          | 4R          | SF          | 3R          | 4R          | 1R          | 3R          | 4R    | 2R          | 3R          | 2R          | 1R    | 0 / 12    | 24 – 12   |
| US Open | Q           | 2R          | 3R          | 4R          | 2R          | 1R          | 4R          | 4R          | QF    | 4R          | 2R          | 1R          | 1R    | 0 / 12    | 21 – 12   |
| Jocs Olímpics | A           | No celebrat | No celebrat | No celebrat | A           | No celebrat | No celebrat | No celebrat | 3R    | No celebrat | No celebrat | No celebrat | 1R    | 0 / 2     | 2 – 2     |
| WTA Championships | A           | A           | A           | SF          | RR          | A           | A           | A           | A     | A           | RR          | A           | A     | 0 / 3     | 4 – 5     |
| Tournament of Champions | No celebrat | No celebrat | No celebrat | No celebrat | No celebrat | A           | G           | G           | A     | SF          | A           | A           | A     | 2 / 3     | 8 – 2     |
| Total Victòries–Derrotes | 37–5        | 40–14       | 35–18       | 51–18       | 38–15       | 24–14       | 33–20       | 32–20       | 37–21 | 40–23       | 58–17       | 28–19       | 15–14 | 480 – 223 | 480 – 223 |
| Rànquing a final d'any | 97          | 16          | 14          | 4           | 5           | 21          | 17          | 22          | 13    | 15          | 5           | 16          | 65    |           |           |
| Llegenda: G: Guanyadora; F: Finalista; SF: Semifinalista; QF: Quarts de final; Q: Qualificació; A: Absent; RR: Round Robin; |             |             |             |             |             |             |             |             |       |             |             |             |       |           |           |

## Guardons
- 2005. Sony Ericsson WTA Tour most Improved
- 2007. Sony Ericsson WTA Tour most Improved
- 2007. Sony Ericsson WTA Tour Karen Krantzcke Sportsmanship Award
- 2008. Sony Ericsson WTA Tour Diamond ACES Award
- 2009. Sony Ericsson WTA Tour Humanitarian Award